# Pacanów
Pour les articles homonymes, voir Pacanów (homonymie).
Pacanów est une localité polonaise, siège de la gmina de Pacanów, située dans le powiat de Busko en voïvodie de Sainte-Croix.